# Hallund Kirke
Hallund Kirke ligger i landsbyen Hallund, ca. 10 km Ø for Brønderslev (Region Nordjylland tidligere Nordjyllands Amt), og indtil Kommunalreformen i 1970 lå den i Dronninglund Herred (Hjørring Amt).
Kor og kirkeskib er opført i romansk tid af granitkvadre over profileret sokkel, hulstav over rundstav. Allerede i romansk tid blev et tårn opført af granitkvadre over profileret sokkel med hulstav. Det romanske tårns overdel blev nedtaget i 1791, i 1911 blev det nuværende tårn opført på det romanske tårns underdel. Begge de oprindelige døre sidder langt mod vest, norddøren er tilmuret, syddøren er stadig i brug men noget ombygget. Det oprindelige østvindue med tynd rundbuet monolitoverligger er tilmuret men står som udvendig niche.
Kor og skib har flade bjælkelofter, som er fornyede. Det romanske tårnparti åbner sig mod skibet ved en rundbuet dobbeltarkade på firkantet pille med hulstavsprofilerede kragsten. Altertavlen er fra omkring 1600 og har våben for Stygge Høeg og Anna Ulfstand, storfeltets maleri er udført i 1907 af Fergus Roger Scavenius, som var elev af J.F. Willumsen. Kirken har herskabsstole og prædikestol fra omkring 1625, de bærer samme våben som altertavlen. Prædikestolens himmel er fra 1604.
Kirken har en romansk døbefont af granit, med halvkugleformet kumme.

## Eksterne kilder og henvisninger
- Wikimedia Commons har flere filer relateret til Hallund Kirke
- Hallund Kirke Arkiveret 31. januar 2011 hos  Wayback Machine hos nordenskirker.dk
- Hallund Kirke hos KortTilKirken.dk